# Michel de Lorgeril
Michel de Lorgeril, né le 8 octobre 1950, est un médecin français, cardiologue à la faculté de médecine de Grenoble, nutritionniste et chercheur au laboratoire TIMC du Centre national de la recherche scientifique (CNRS).
Il est d'abord connu pour ses recherches sur le régime méditerranéen comme modèle alimentaire bénéfique pour la prévention des maladies cardiovasculaires.
Plus tard, il publie des ouvrages polémiques dans lesquels il affirme que les statines sont inutiles dans le traitement de l'hypercholestérolémie, qui selon lui ne serait pas liée à la survenue de maladies cardiovasculaires. Cette position n'est pas partagée par les autorités sanitaires et les spécialistes du sujet.
Il contribue par ailleurs à la désinformation à propos des vaccins.

## Recherches
Michel de Lorgeril reprend les études du professeur Serge Renaud, père du « paradoxe français » (ou French paradox).
Dans les années 1990, il travaille avec Serge Renaud, qui initia l'essai clinique de Lyon visant à tester le régime méditerranéen sur des patients lyonnais volontaires et tirés au sort, avec pour comparaison un groupe témoin de 300 patients suivant un régime « classique ». Une réduction de la mortalité et une baisse de 70 % des récidives d'accidents vasculaires a été observée dans le groupe ayant suivi le régime méditerranéen.

## Polémiques

### Position sur les statines
Michel de Lorgeril affirme que les statines sont inutiles dans le traitement de l'hypercholestérolémie, et que le cholestérol n'aurait pas d'effet sur les maladies cardiovasculaires, notamment l'infarctus du myocarde. Cette position est critiquée par l'Association des cardiologues du Québec, la Haute Autorité de santé (France) et de nombreux spécialistes,.

### Désinformation à propos des vaccins
Michel de Lorgeril milite contre les vaccins, affirmant notamment que ceux-ci seraient liés à l'autisme, alors que cette hypothèse, basée sur une étude frauduleuse publiée en 1998, est désormais invalidée.
Ses prises de position lui valent d'être présenté comme un auteur antivaccin en 2019, à l'occasion de la publication de son ouvrage Analyse scientifique de la toxicité des vaccins.
En 2021, il publie un ouvrage intitulé Les vaccins à l'heure de la Covid, cité comme un exemple de désinformation sur la pandémie de Covid-19 par un article de l'Agence France-Presse (AFP) repris par plusieurs médias,, et un autre intitulé Vaccins : fausses vérités et vrais fantasmes à l’ère de la Covid-19, présenté comme un exemple de livre « antivax » par Radio-Canada.

## Publications

### Ouvrages généralistes
- Artemis Simopoulos, Jo Robinson, Michel de Lorgeril et Patricia Salen, Le régime oméga 3 : Le programme alimentaire pour sauver notre santé, éditions EDP Sciences, 2004  (ISBN 9782868837288)
- Michel de Lorgeril, Dites à votre médecin que le cholestérol est innocent, il vous soignera sans médicament, Thierry Souccar Éditions, 2007  (ISBN 9782916878058)
- Michel de Lorgeril et Patricia Salen, Alcool, vin et santé, éditions Alpen, 2007  (ISBN 9782914923941)
- Michel de Lorgeril et Patricia Salen, Le pouvoir des oméga 3, éditions Alpen, 2005  (ISBN 9782359340112)
- Michel de Lorgeril et Patricia Salen, Prévenir l'infarctus et l'AVC, Thierry Souccar Éditions, 2012  (ISBN 9782916878881)
- Michel de Lorgeril, Cholestérol, mensonges et propagande, Thierry Souccar Éditions, 2013  (ISBN 9782365490481)
- Michel de Lorgeril et Patricia Salen, Oméga-3 mode d'emploi : Une nouvelle médecine nutritionnelle, éditions Alpen, 2014  (ISBN 9782359342857)
- Michel de Lorgeril, L'horrible vérité sur les médicaments anti cholestérol - Comment les statines empoisonnent en silence, Thierry Souccar Éditions, 2015  (ISBN 9782365491563)
- Michel de Lorgeril, Le nouveau régime méditerranéen, éditions Terre vivante, 2015  (ISBN 9782360981489)

### Collection «Vaccins et Société» (éditions Chariot d'Or[12])
- Livre 1 : Introduction générale à la médecine des vaccins, 2018  (ISBN 9782360470778)
- Livre 2 : Analyse scientifique de la toxicité des vaccins, 2019  (ISBN 9782360470785), (OCLC 1083230913).
- Livre 3 : Les vaccins du nourrisson : Diphtérie, Tétanos, Poliomyélite, 2019  (ISBN 9782360470792)
- Livre 4 : Les vaccins du nourrisson : Coqueluche, Hépatite B et les vaccins hexavalents, 2019  (ISBN 9782360470808)
- Livre 5 : Les vaccins du nourrisson : Méningites bactériennes (Pneumocoques, Méningocoques et Haemophilus influenzae), 2019  (ISBN 9782360470853)
- Livre 6 : Les vaccins du nourrisson : Rougeole, Oreillons, Rubéole, 2021  (ISBN 9782360470860)
- Livre 7 : Les vaccins contre la grippe : Illusions et désinformations, 2020  (ISBN 9782360470877)
- Livre 8 : Les vaccins contre les cancers : Rôle des papillomavirus, 2021  (ISBN 9782360470891)
- Livre 9 : Les vaccins des voyageurs : Panorama des vaccins universels, tropicaux et émergents, éditions Dangles, 2023  (ISBN 9782703313076)

### Autres ouvrages
- Les Vaccins à l’ère de la COVID-19 : Vigilance, confiance ou compromis ?, préface de Luc Montagnier, éditions Kiwi, 2021  (ISBN 978-2378831356)

### Ouvrages collectifs
- (en) Michel de Lorgeril et Patricia Salen, « Dietary Intervention in Coronary Care Units and in Secondary Prevention », dans Acute Coronary Syndromes, A companion to Braunwald's Heart Disease, Saunders (imprint), 2003 (ISBN 9781437721492), p. 344.
- Manger sans peur ? : Diététique & écologie, éditions Golias, 2011  (ISBN 9782354721329)